# Alte Minoritenkirche (Levoča)
Die Alte Minoritenkirche (slowakisch Starý minoritský kostol, weitere Namen siehe unten) ist eine römisch-katholische Kirche in der slowakischen Stadt Levoča (deutsch Leutschau). Sie war die Klosterkirche des angrenzenden alten Minoritenklosters und befindet sich im westlichen Teil der Altstadt unweit des Polnischen Tores der Stadtbefestigung, die Anschrift lautet Kláštorská 39.

## Namen
Die Kirche ist unter einer Vielzahl von Bezeichnungen bekannt. Nach dem ursprünglichen Patrozinium heißt sie Ladislauskirche (slowakisch Kostol sv. Ladislava). Als die Kirche den Jesuiten gehörte, wurde sie Jesuitenkirche (slowakisch Jezuitský kostol) oder nach dem neuen Patrozinium Kirche der Jungfrau Maria, Königin der Engel (slowakisch Kostol Panny Márie Kráľovnej anjelov) oder auch kombiniert Kirche der Jungfrau Maria, Königin der Engel und des hl. Ladislaus (slowakisch Panny Márie Kráľovnej anjelov a sv. Ladislava) genannt.
Umgangssprachlich heißt der Sakralbau Gymnasialkirche (slowakisch Gymnaziálny kostol) wegen der Lage nahe dem Secessionsgebäude des städtischen Gymnasiums oder Schwarze Kirche (slowakisch Čierny kostol) wegen der in Schwarz-Gold gemalten barocken Innenausstattung.

## Geschichte
Die genaue Entstehungsgeschichte des alten Minoritenklosters, zu dem auch die Kirche gehört, ist nicht mit Sicherheit geklärt, soll aber im frühen 14. Jahrhundert erfolgt sein. In der ersten Hälfte des 14. Jahrhunderts begann der Bau der Kirche mit dem Presbyterium, nach einem Meisterwechsel nach Mitte des 14. Jahrhunderts wurde es eingewölbt und anschließend das dreischiffige Langhaus gebaut. Im späten 14. Jahrhundert wurden die Arbeiten an der Kirche vollendet, an deren Nordwand der Kreuzgang des Klosters angeschlossen ist, vollendet.
Seither wurde das Kloster mit der Kirche mehrfach saniert, wie z. B. nach einem Brand im Jahr 1485 und vor 1522. In der Reformationszeit mussten die Minoriten die Stadt Leutschau verlassen, danach nutzte die örtliche slowakische protestantische, später evangelische Gemeinde das Gebäudeensemble. Bei der Übergabe an die Katholiken im Jahr 1671 war die Kirche schon baufällig, teilweise wegen der Lage des Westteils auf einem unsicheren Baugrund, daher leiteten die Jesuiten eine Sanierung ein, bei der u. a. der Kirchenbau 1694 im Barockstil neu eingewölbt und das Innere neu ausgestattet wurde, dazu setzten die Jesuiten einen Dachreiter auf das turmlose Dach. Nach der Auflösung des Jesuitenordens verfiel der Bau, sodass 1852 Sanierungsarbeiten durchgeführt werden mussten.
Seit 1963 ist die Kirche ein Kulturdenkmal der Slowakei.
Seit 2021 gehört die Kirche zusammen mit dem Kloster als Teil des Zipser Museums (slowakisch Spišské múzeum) zum Netzwerk des Slowakischen Nationalmuseums.

## Innere Ausstattung

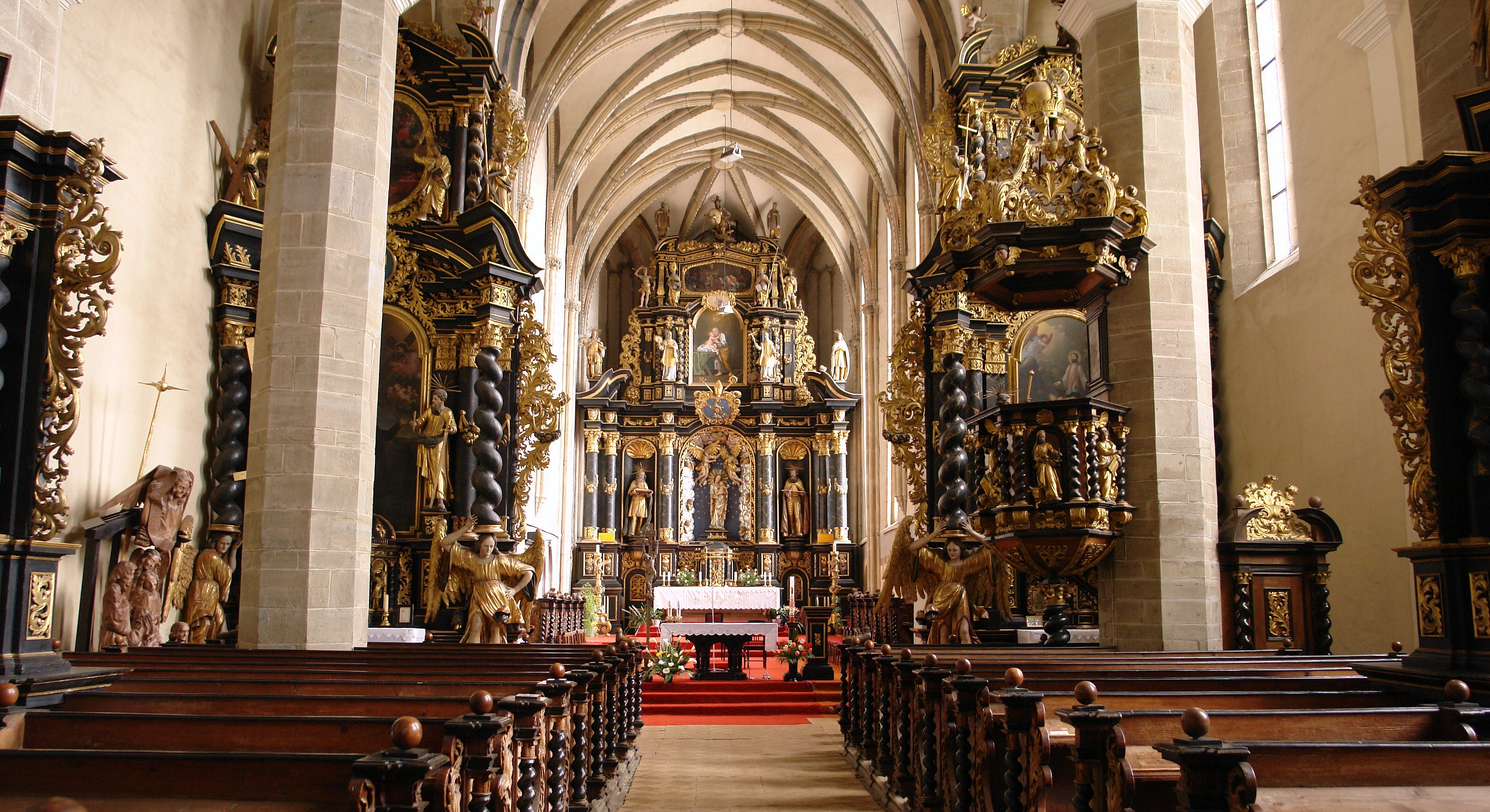
Das Innere der Kirche

Während das Äußere bis heute im gotischen Stil ausgeführt ist, ist das Innere vor allem in Barockstil geprägt. Die in Schwarz-Gold ausgeführte barocke Innenausstattung wurde in der Werkstatt von Olaf Engelholm gefertigt. Aus der gotischen Ausstattung sind nur die Madonna aus dem Jahr 1430 sowie Wandmalereien aus den 14. und 15. Jahrhunderten erhalten.

## Orgel
Die heutige Orgel mit 11 Registern, verteilt auf ein Manual und Pedal, wurde in der Orgelbauwerkstatt von Július Guna in Prešov gefertigt und wurde in das barocke Gehäuse eines unbekannten Künstlers aus dem 17. Jahrhundert installiert. Sie ersetzte ein älteres Instrument von Ludwig Mooser aus den 1870er Jahren.